# Francisco Javier Lira
Francisco Javier Lira Argomedo (1797-1850) fue un político chileno, quien ejerció como intendente de la provincia de Colchagua en 1827.

## Biografía
Nació hacia 1797, hijo de José Santos, Lira Contreras y Leonarda Argomedo Montero. Hermano del también parlamentario José Toribio Lira Argomedo, Pedro Francisco Lira Argomedo, José Ramón Lira Calvo y José Santos Lira Calvo.
Casado en Santiago de Chile el 28 de julio de 1818 con su prima hermana María del Tránsito Calvo Argomedo con quien tuvo una hija, Mercedes.
Portaestandarte del regimiento de milicias de caballería de San Fernando en 1809. En 1813 estudiaba en el Convictorio Carolino. En 1815 estudiaba en la Real Universidad de San Felipe desde donde egresó de bachiller en Filosofía y en Cánones y Leyes. En 1820 se desempeñaba como consiliario menor de la misma universidad y al año siguiente, egresó de abogado.
Dueño de tierras en San Fernando, donde fue dueño de la Hacienda La Palma.
En 1827 fue intendente de Colchagua.
Electo diputado por Reto, en las Asambleas Provinciales de 1826, Asamblea Provincial de Colchagua, 7 de diciembre de 1826-(enero de 1828).
Falleció el 16 de julio de 1850 y fue enterrado en San Fernando.
- Datos: Q55818649